# Le Garric
Le Garric é uma comuna francesa na região administrativa de Occitânia, no departamento de Tarn. Estende-se por uma área de 22,88 km². Em 2010 a comuna tinha 1 276 habitantes (densidade: 55,8 hab./km²).